# فرح‌آباد (طرقبه شاندیز)
فرح‌آباد، روستایی در دهستان شاندیز بخش شاندیز شهرستان بینالود استان خراسان رضوی ایران است.

## جمعیت
بر پایه سرشماری عمومی نفوس و مسکن در سال ۱۳۹۵ جمعیت این روستا ۴۱۷ نفر (در ۱۲۲ خانوار) بوده است.